# Furgill Ong A Fat
Furgill Ong A Fat (3 de enero de 1985) es un exfutbolista surinamés que jugaba en la posición de defensa. Su último equipo fue el Walking Boyz Company, de la Primera división de Surinam.

## Carrera profesional
Ong A Fat debutó en el SV Robinhood en la temporada 2003-04. Ahí transcurrió casi toda su carrera hasta su traspaso al SNL en el 2012, club donde se desempeña actualmente.

## Selección nacional
Ong A Fat es internacional con la selección de Surinam donde ha jugado en 8 ocasiones (ningún gol anotado).

## Palmarés

### Campeonatos nacionales
| N.º | Título                      | Club                 | País    | Año / Temporada |
| --- | --------------------------- | -------------------- | ------- | --------------- |
| 1   | Primera división de Surinam | SV Robinhood         | Surinam | 2004-05         |
| 2   | Copa de Surinam             | SV Robinhood         | Surinam | 2006            |
| 3   | Copa de Surinam             | SV Robinhood         | Surinam | 2007            |
| 4   | Primera división de Surinam | SV Robinhood         | Surinam | 2011-12         |
| 5   | SVB Eerste Divisie          | SNL                  | Surinam | 2012-15         |
| 6   | SVB Eerste Divisie          | Walking Boyz Company | Surinam | 2015-16         |